# Joseph O'Dwyer
Joseph O'Dwyer (1841-1898) est un pédiatre américain. Il décrit une méthode d'intubation trachéale (the O'Dwyer Method) comme alternative à la trachéotomie lors des épidémies de diphtérie où l'obstruction des voies aériennes entraînait de nombreux décès.